# Paea
Paea est une commune de la Polynésie française de la côte ouest de Tahiti.

## Géographie

### Localisation
- Point culminant : Mont Mahutaa (1 501 m).

Les limites de la commune correspondent aux lignes de crête qui s'élèvent de la rivière Papehue au nord, et de la grotte de Maraa au sud vers le mont  Mahutaa.
Entre la falaise morte et la côte presque rectiligne, la plaine peut atteindre 500 m de largeur.

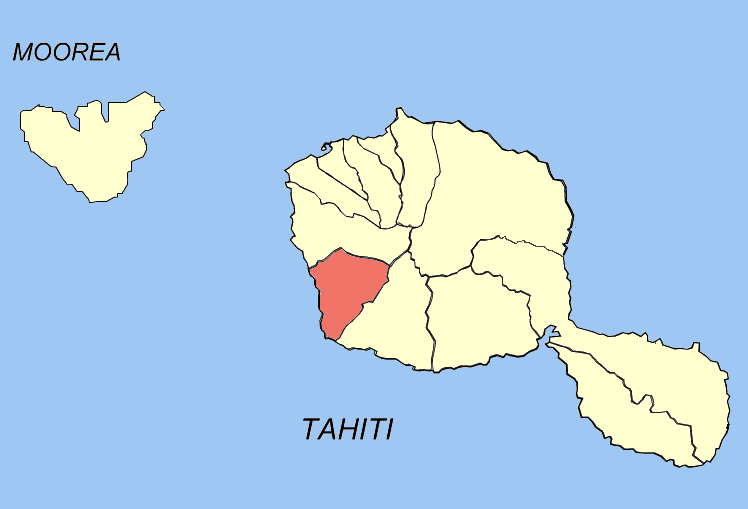
Carte des communes de Tahiti : Paea

### Hydrographie
Elle est coupée par plusieurs petits cours d'eau : la Tevaipone, la Vaitupa et surtout la Vaitiu qui draine la grande vallée de l'Orofero.

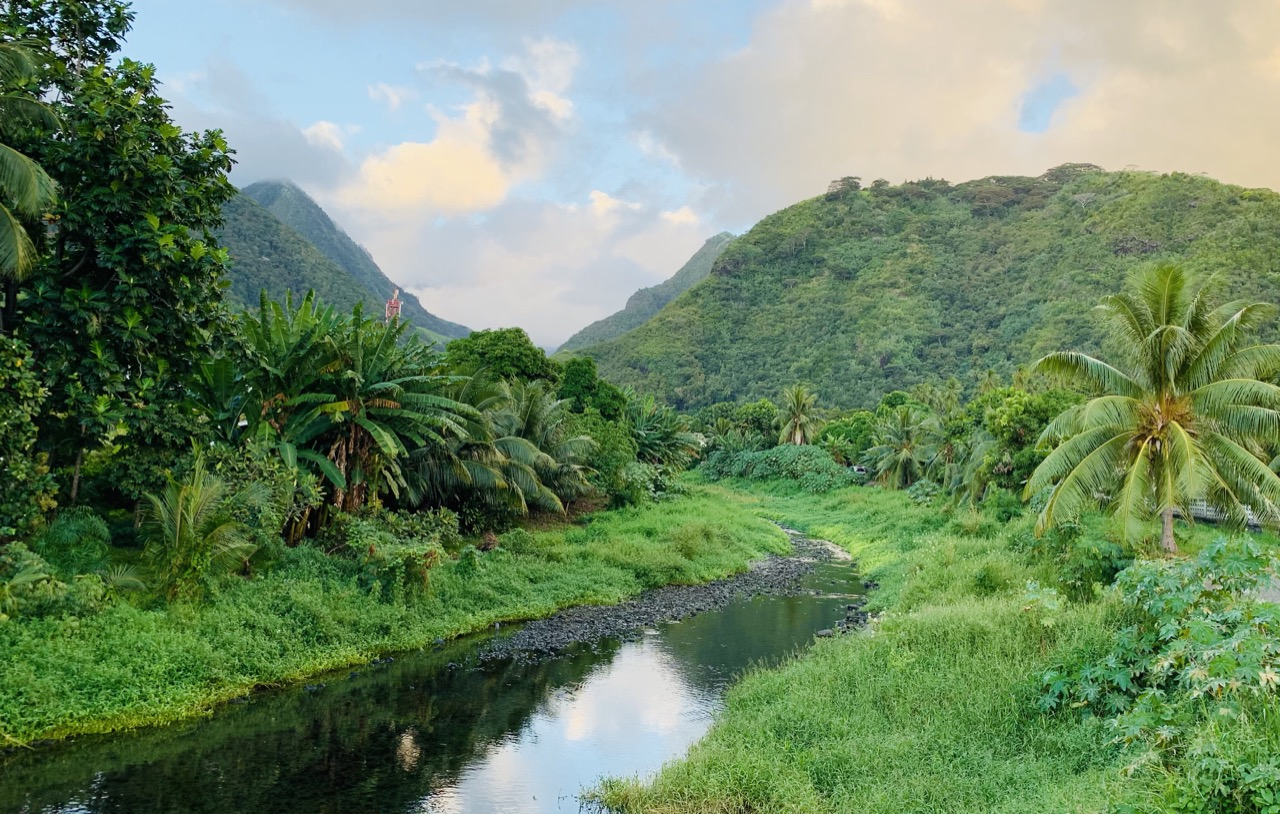
La rivière Vaiātu.

## Histoire

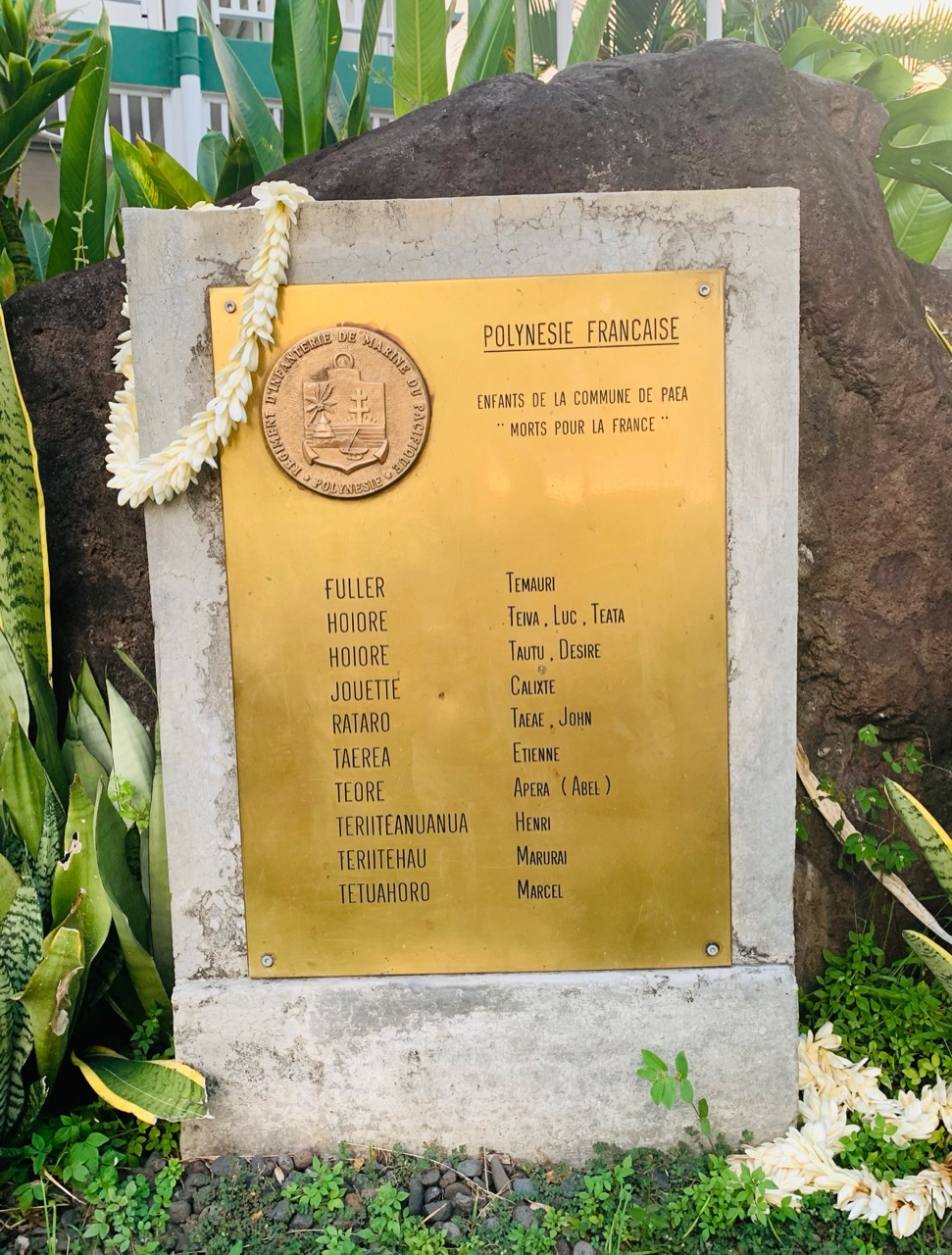
Le monument aux morts.

## Politique et administration

### Liste des maires
| Période | Période  | Identité           | Étiquette                                  | Qualité  |
| ------- | -------- | ------------------ | ------------------------------------------ | -------- |
| ?       | 1973     | Ahititera Toromona |                                            |          |
| 1973    | 1975     | Benjamin Bambridge |                                            |          |
| 1975    | 2020     | Jacquie Graffe     | Tahoeraa huiraatira puis Tapura huiraatira | Retraité |
| 2020    | En cours | Antony Géros       | Tavini huiraatira                          |          |

## Population et société

### Démographie
L'évolution du nombre d'habitants est connue à travers les recensements de la population effectués dans la commune depuis 1971. À partir de 2006, les populations légales des communes sont publiées annuellement par l'Insee, mais la loi relative à la démocratie de proximité du 27 février 2002 a, dans ses articles consacrés au recensement de la population, instauré des recensements de la population tous les cinq ans en Nouvelle-Calédonie, en Polynésie française, à Mayotte et dans les îles Wallis-et-Futuna, ce qui n’était pas le cas auparavant. Pour la commune, le premier recensement exhaustif entrant dans le cadre du nouveau dispositif a été réalisé en 2002, les précédents recensements ont eu lieu en 1996, 1988, 1983, 1977 et 1971.
En 2017, la commune comptait 13 021 habitants, en augmentation de 3,83 % par rapport à 2012.
| 1971  | 1977  | 1983  | 1988  | 1996   | 2002   | 2007   | 2012   | 2017   |
| ----- | ----- | ----- | ----- | ------ | ------ | ------ | ------ | ------ |
| 3 462 | 5 619 | 7 733 | 9 052 | 10 281 | 12 052 | 12 084 | 12 541 | 13 021 |

| 2022   | - | - | - | - | - | - | - | - |
| ------ | - | - | - | - | - | - | - | - |
| 12 756 | - | - | - | - | - | - | - | - |

### Sports

Spot de surf à Paea. La vague est courte mais large; de ce fait plusieurs surfeurs peuvent s'y retrouver en même temps. Cet instant capturé reflète tous les plaisirs du surfeur. Aout 2019.

- Spot de surf à Maraa et à l'embouchure de la vallée Orofero.
- La ville dispose de son propre stade, le Stade Manu Ura, qui accueille la principale équipe de football de la ville, l'Association sportive Manu-Ura.

## Économie
Activités économiques principales : agriculture, pêche artisanale, artisanat.
Principaux services publics : mairie, bureau de poste, centre médical, une pharmacie, gendarmerie nationale, écoles maternelles et primaires, centre des jeunes adolescents, groupe d'aide psycho-pédagogique, collège, dispensaire, centres artisanaux, une station-service.
Banques : Banque de Polynésie, de nombreux commerces d'alimentation, des prestataires de services dans le milieu du multimédia et de l'informatique, des pensions de famille et restaurants.

## Culture locale et patrimoine

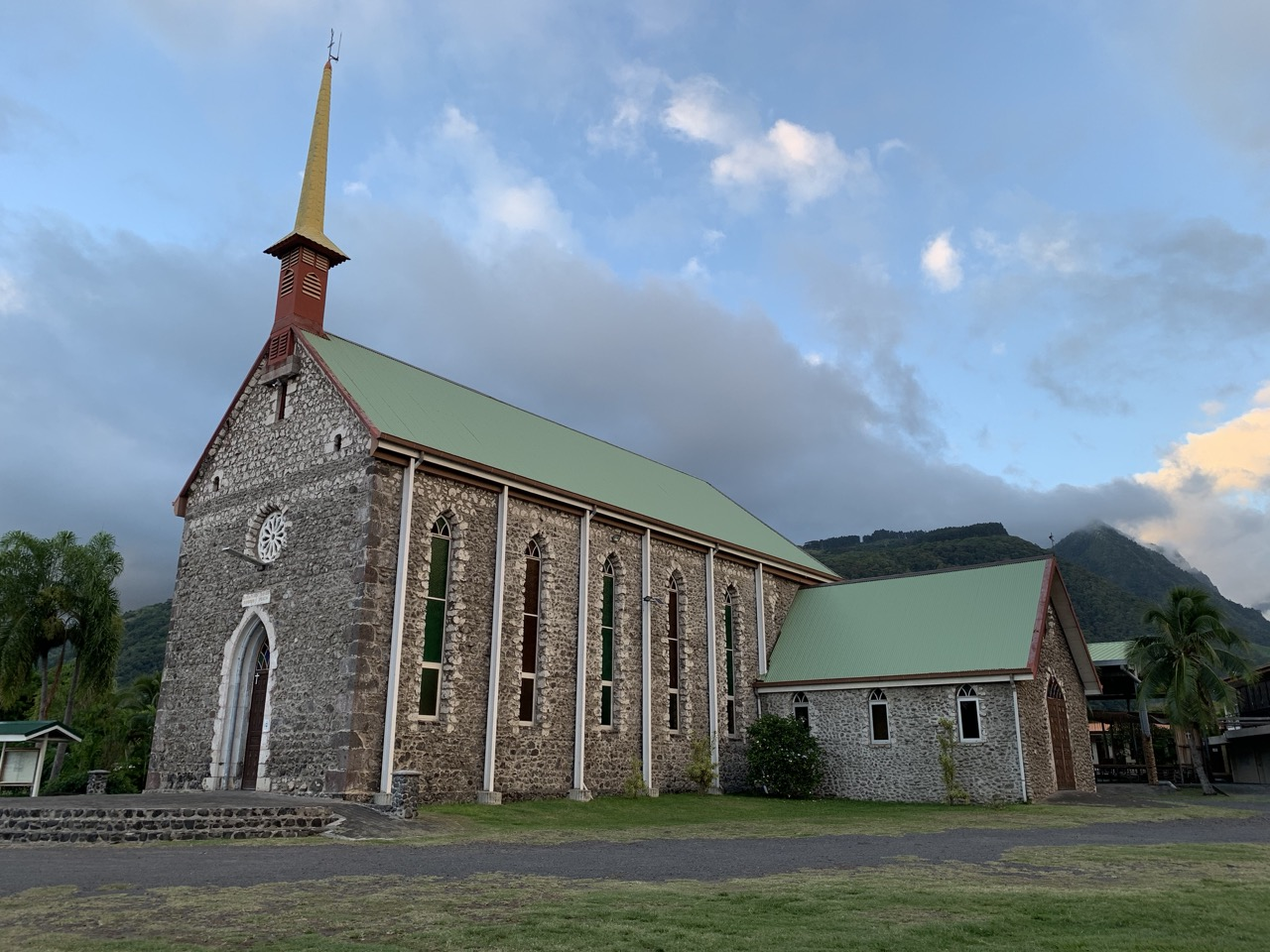
L'église St François-Xavier.

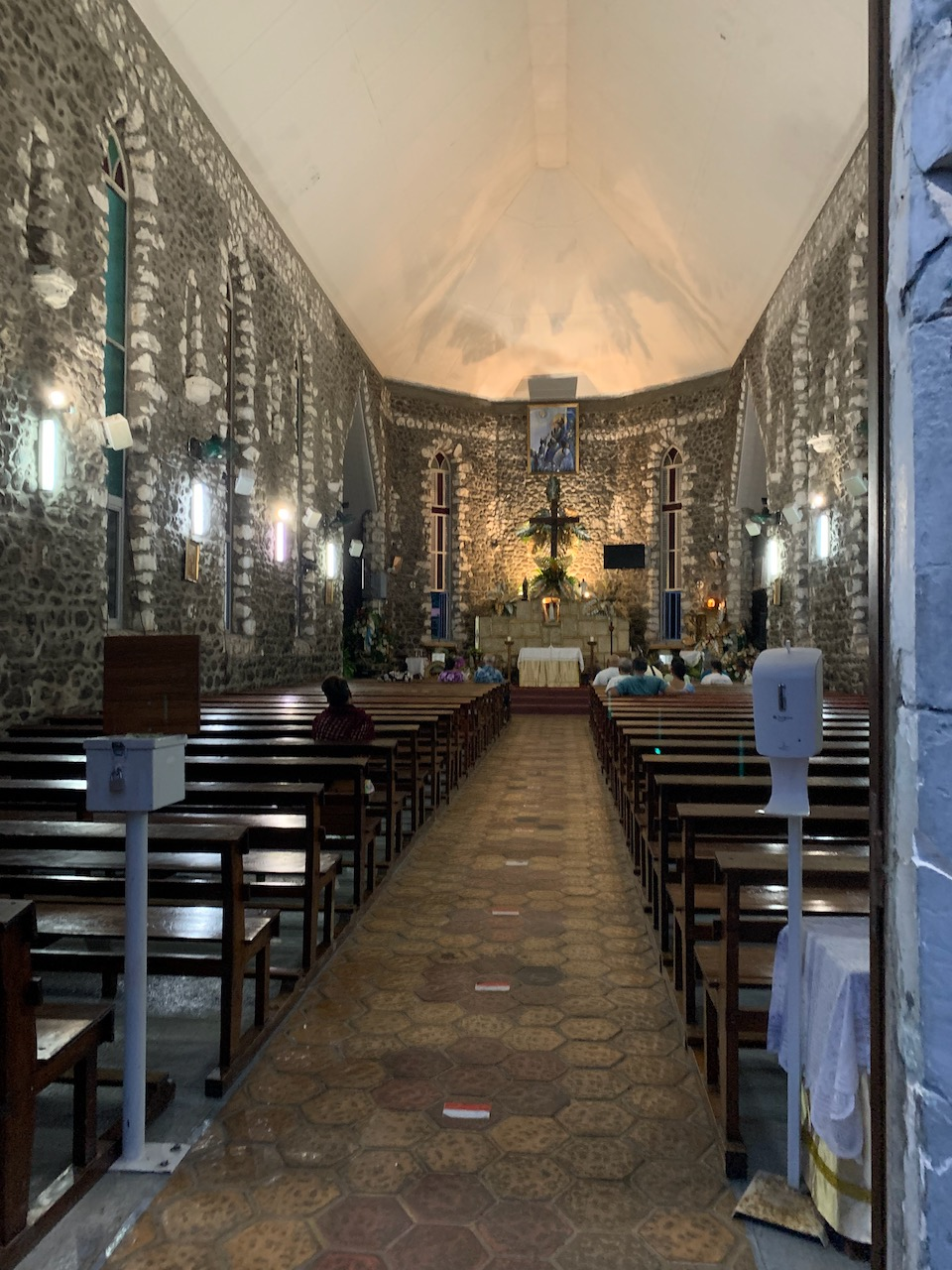
L'intérieur de l'église St François-Xavier de Paea.

### Lieux et monuments
- L'église Saint-François-Xavier de Paea.
- Le marae Arahurahu

Situé à 23 km de Papeete à Paea, le marae Arahurahu propose une structure typique des lieux de culte anciens avec notamment un «ahu» (autel) à gradins, haut de plus de trois mètres. Sur une superficie de 500 m², ce marae est un condensé de toute l’histoire de la Polynésie avant l’arrivée des Européens.
Les travaux commencent en novembre 1953, réalisés par une section du régiment de l’Infanterie coloniale. L’inauguration a eu lieu le 31 juillet 1954, en présence de nombreuses personnalités, et proposa une première reconstitution historique, sur le thème de l’investiture d’un grand chef, qui a obtenu un succès considérable auprès de la population. Depuis cette époque, chaque année en juillet a lieu une reconstitution historique dans le cadre des festivités du Heiva.
- Le marae Taata

Cet autre marae de Paea, situé un peu plus près de la ville, a été classé monument historique dès 1952. Il offre une série de trois enceintes successives, dont celle du milieu est la plus ancienne. Réservé aux cérémonies importantes, le marae Taata a connu dans le temps de nombreuses manifestations rassemblant souvent plusieurs milliers de personnes. Des ossements humains ont été mis au jour durant une première restauration datant de 1973, qui permettent de mieux comprendre les us et coutumes des Maohi d’antan.
D’autres travaux ont été effectués dans les années 1980, mais il a été décidé récemment de lui redonner, à lui aussi, une jeunesse pour redorer son blason. Il est aujourd’hui en cours de restauration définitive, sous l’égide du service de la culture et du patrimoine, et deviendra à l’instar de son voisin, l’un des hauts lieux de visite des touristes passionnés par l’archéologie locale.

### Personnalités
- Bengt Danielsson (1921-1997), anthropologue suédois, spécialiste de la Polynésie et sa femme Marie-Thérèse (1923-2003) y ont habité.

### Galerie

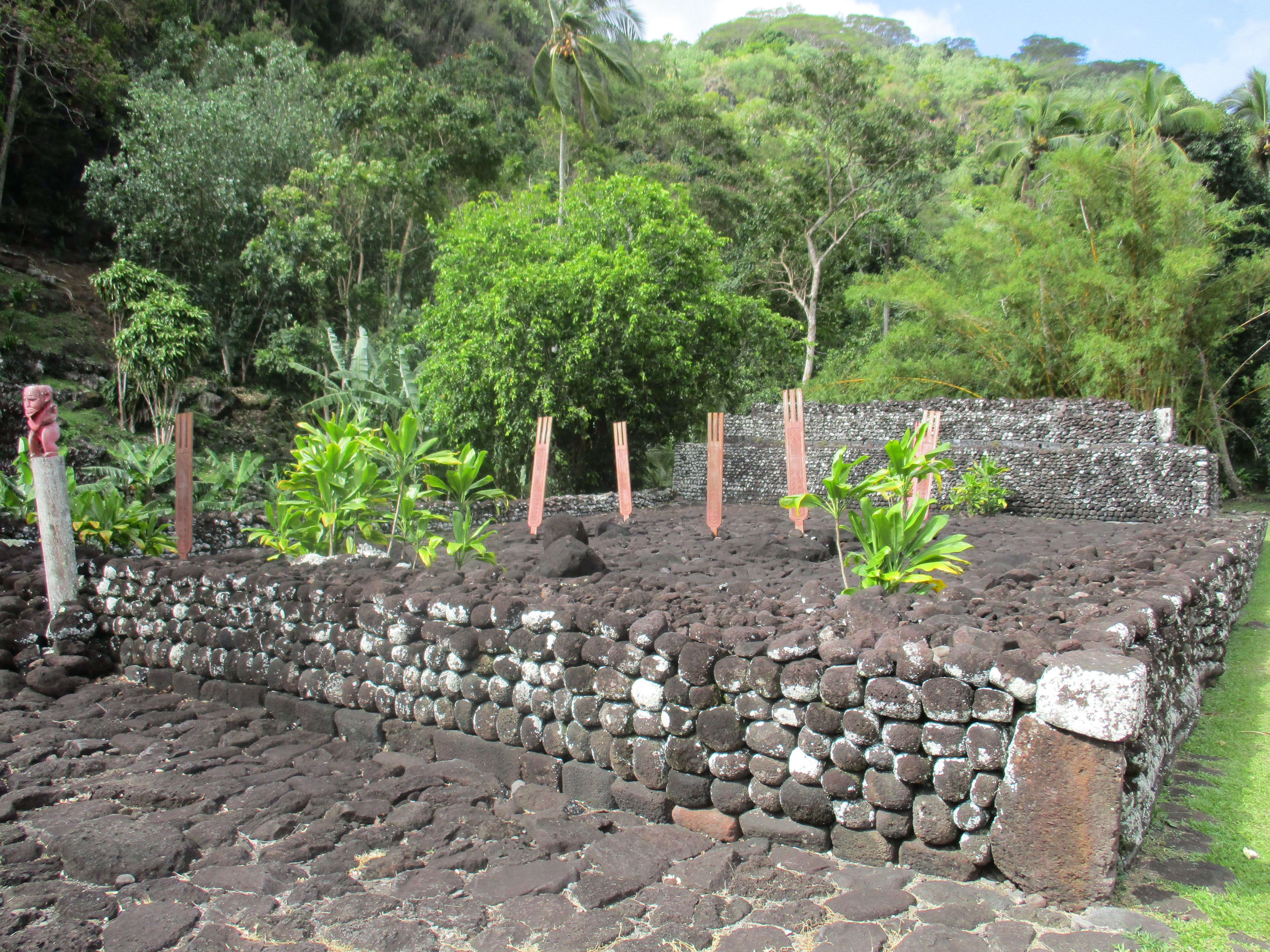
Le marae Arahurahu.
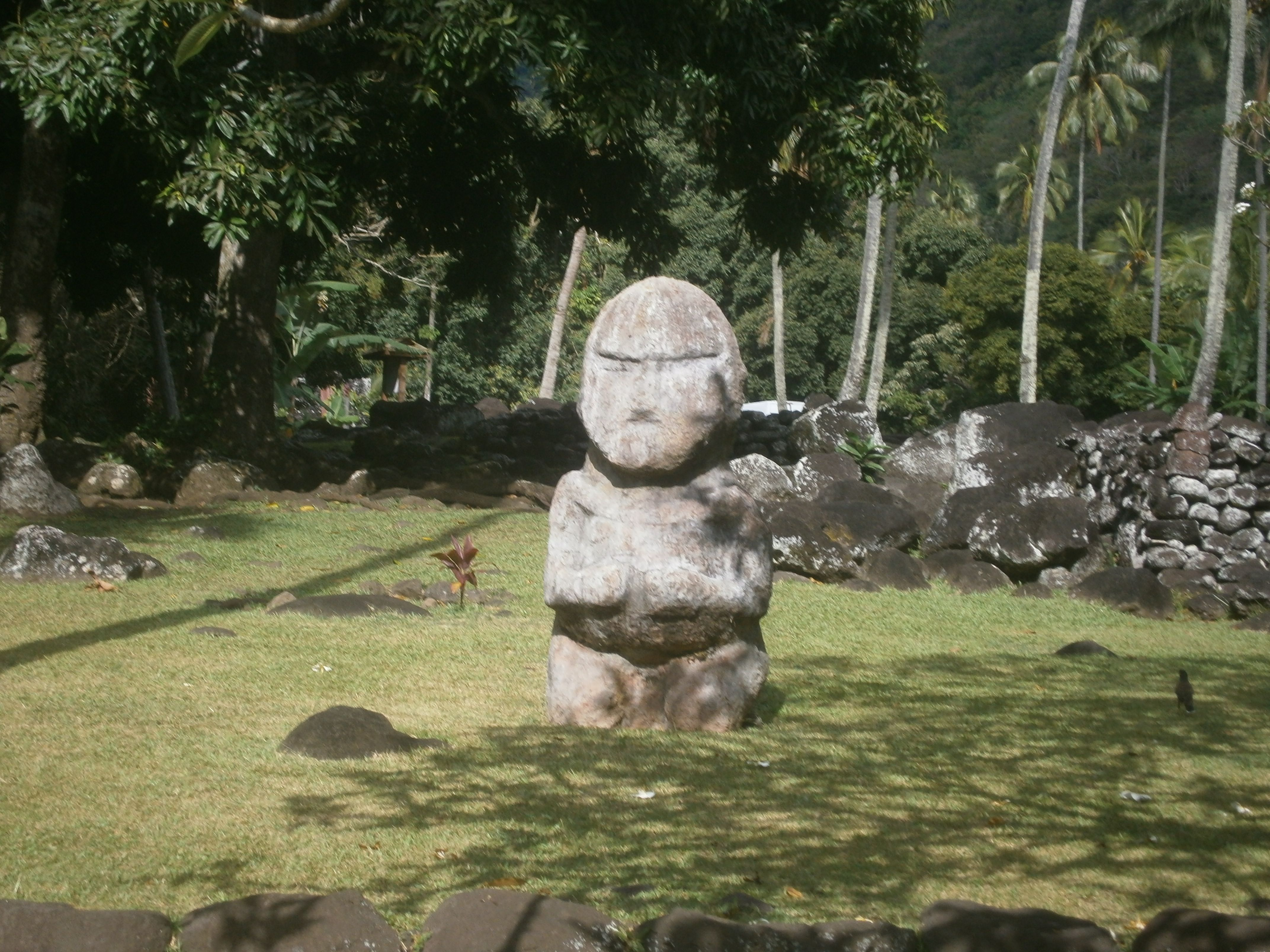
Un tiki au marae Arahurahu.
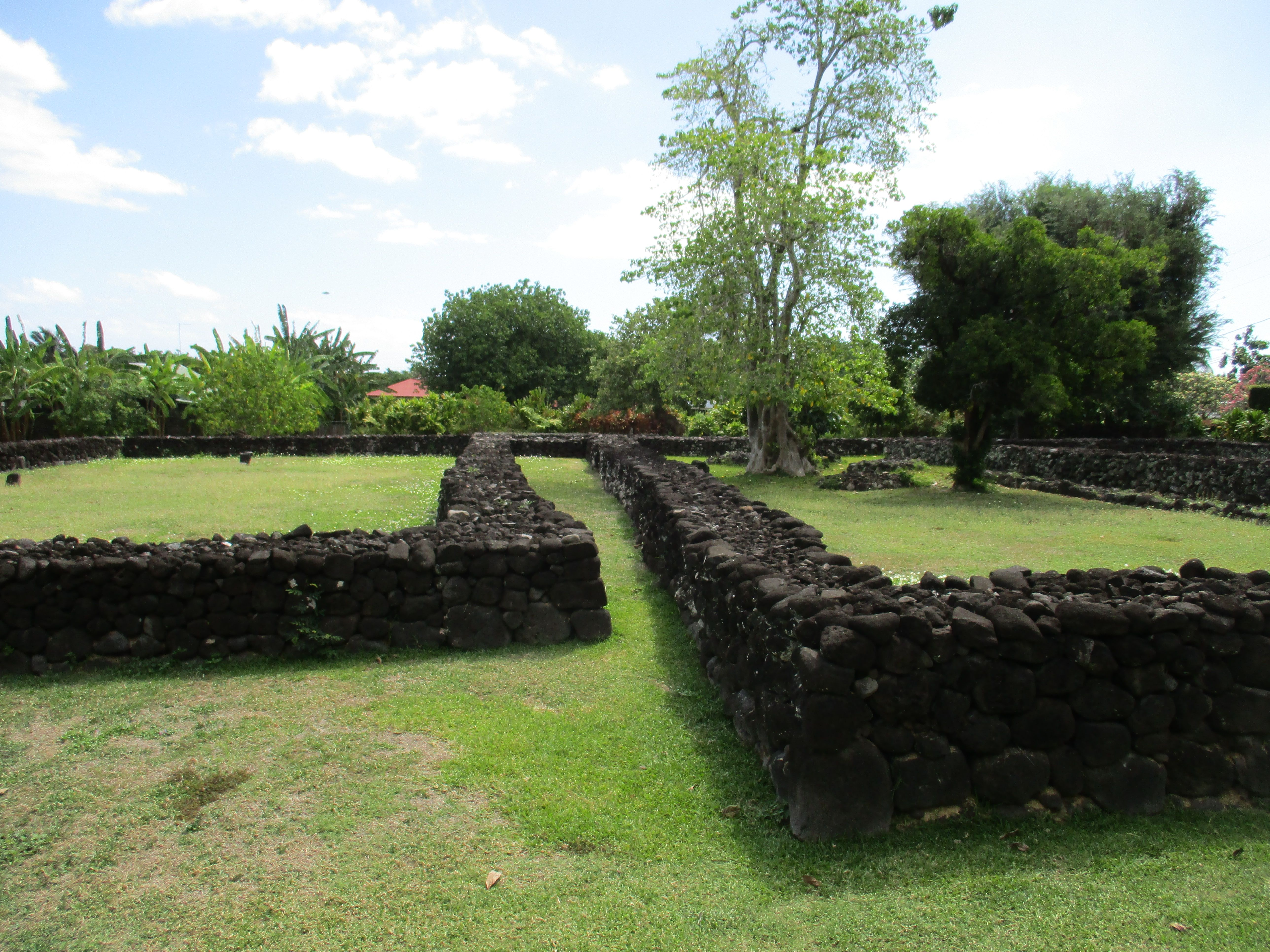
Le marae Ta'ata.
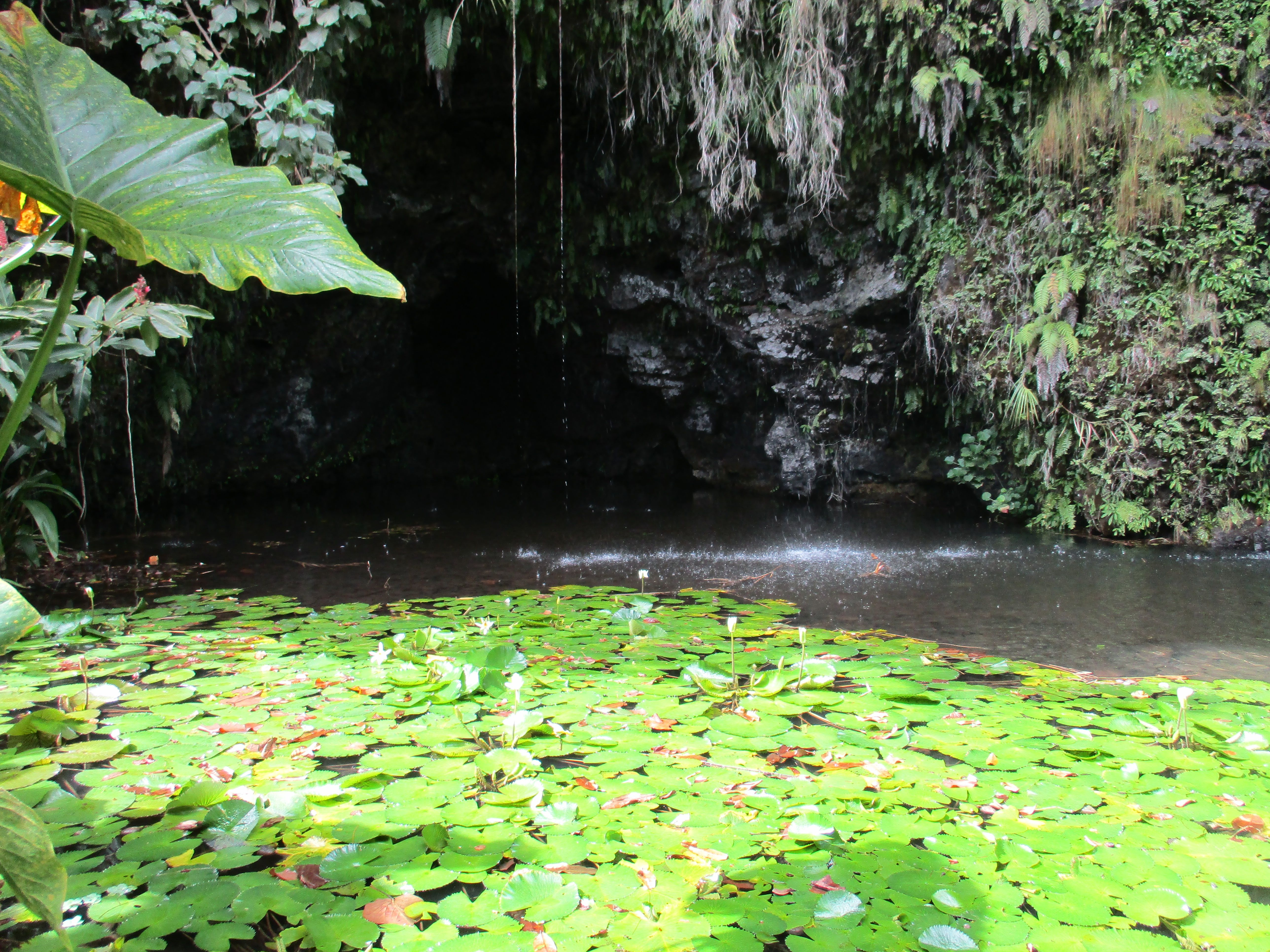
La grotte Teanateatea de Maraa.
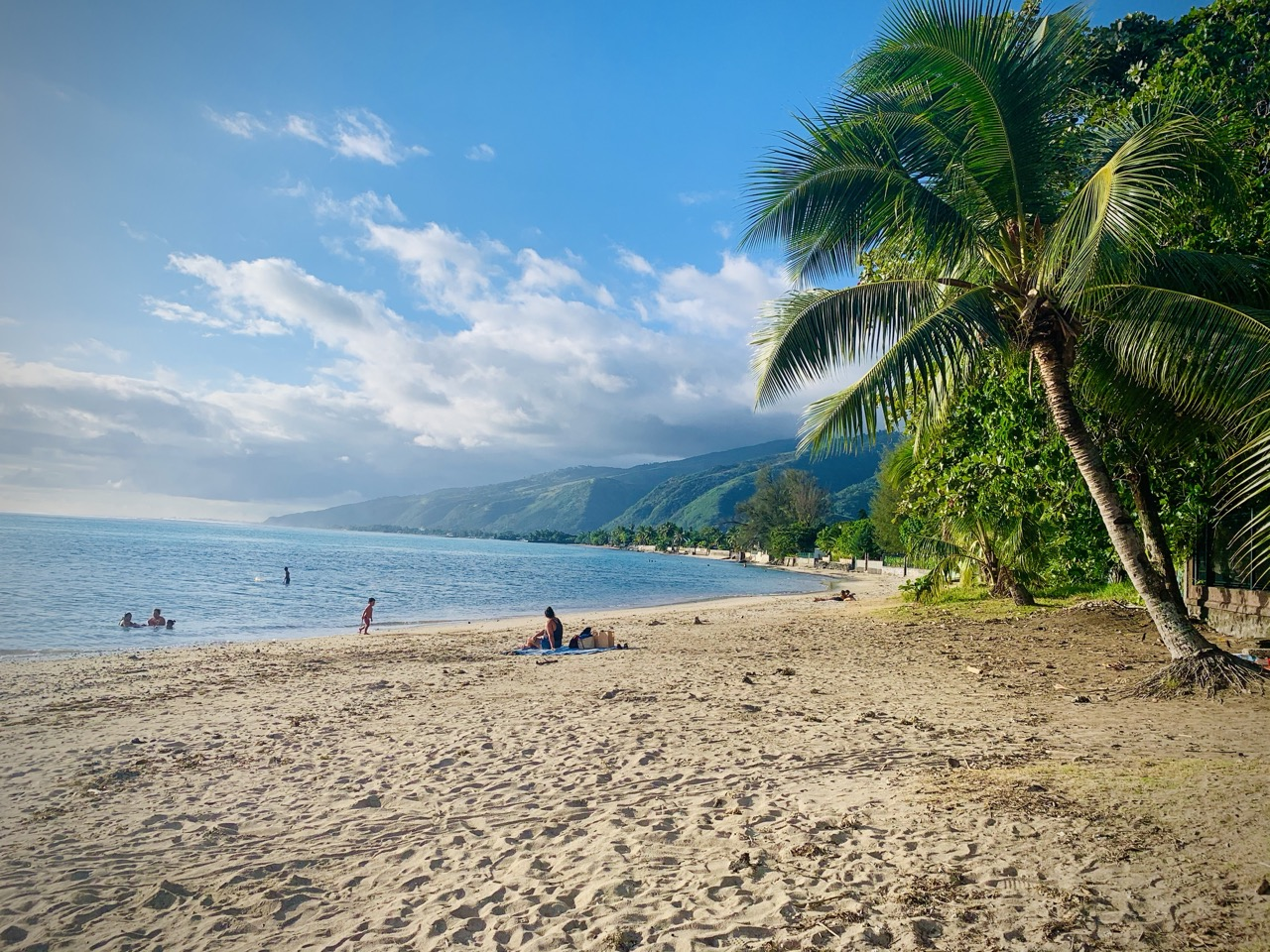
La plage Rohotu.
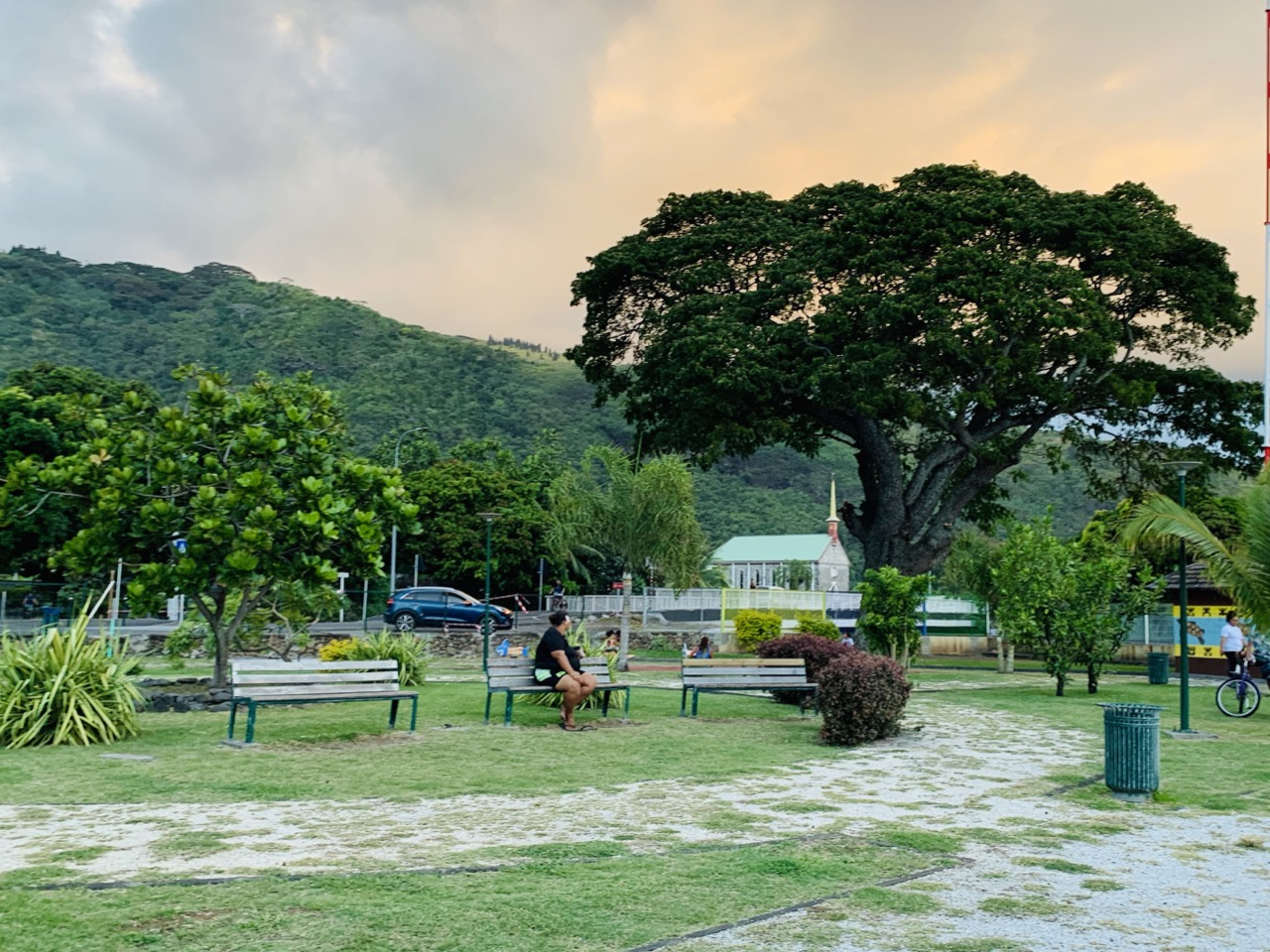
Le square Benjamin Bambridge.